# Istmocele
El istmocele es una cicatrización defectuosa tras una cesárea que puede producir síntomas variados, incluyendo excepcionalmente la producción de un embarazo ectópico en la cicatriz. Se considera que las cicatrizaciones defectuosas tras la cesárea se encuentran altamente infradiagnosticadas, estimándose que entre uno y dos tercios de las pacientes de las mismas podrían sufrirlas, y dado que la cesárea es un procedimiento cada vez más común estas secuelas 

## Diagnóstico
El diagnóstico de istmocele se basa en la clínica (aparición de síntomas compatibles en pacientes con partos por cesárea) y se confirma mediante pruebas complementarias como la ecografía, la resonancia magnética, la histerosonografía y la histeroscopia.  

## Sintomatología
La cesárea es un procedimiento cada vez más común en contraste con el método tradicional. Recientemente se está observando que muchas pacientes de cesáreas tienen cicatrices relacionadas con esta intervención. 
Estas secuelas de la cesárea pueden producir varios síntomas, incluyendo sangrado uterino anormal, dolor abdominal, dispareunia, dismenorrea e infertilidad secundaria entre otros, sin embargo muchas pacientes podrían presentar sintomatología leve o nula, lo que podría explicar parcialmente el déficit en el diagnóstico en relación con la prevalencia estimada.

## Tratamiento
Cuando se encuentra un caso de istmocele con sintomatología relevante o capaz de comprometer la fertilidad la aproximación es quirúrgica, habiendo varios métodos posibles. Principalmente son dos: 

#### Resección histeroscópica
Se reseca la cicatriz mediante una histeroscopia. Es una técnica segura aunque no asegura la fertilidad, lo que puede ser problemático dependiendo de la paciente. Puede ser problemática si el miometrio en la zona de la cicatriz es muy delgado (por debajo de 3mm) 

#### Resección laparoscópica
Es más precisa y permite mantener la fertilidad de la paciente. Se realiza una laparoscopia en la que se elimina el tejido fibrótico de la cicatriz.  